# Partido judicial de Aranjuez
El partido judicial de Aranjuez es el número 8 de los 21 de los que se compone la Comunidad de Madrid. Comprende cuatro municipios: Aranjuez (cabecera del mismo), Belmonte de Tajo, Colmenar de Oreja y Villaconejos. Cuenta con cuatro juzgados de primera instancia y de instrucción.